# Nectridea
Die Nectridea sind eine Gruppe ausgestorbener, ständig im Wasser lebender Landwirbeltiere aus den Erdzeitaltern Karbon und Perm. Fossilien der Nectridea wurden zuerst 1864 bei Kilkenny in Irland gefunden. Später folgten Funde in Frankreich, Tschechien, England, Nordamerika und Marokko. Die ersten Formen waren Arizonerpeton wellsi und Urocordylus wandesfordii aus dem mittleren Karbon vor 315 Millionen Jahren. Sie ähnelten den heutigen Schwanzlurchen und hatten auch eine Lebensweise wie diese, sind aber wahrscheinlich nicht näher mit diesen verwandt, sondern gehören zu den Lepospondyli, einer Gruppe amphibienartiger Tiere, die auf der Stammlinie der Amnioten steht.

## Merkmale
Die Nectridea waren eher kleine Tiere, die größten erreichten eine Länge von einem halben Meter. Sie waren meist molchartig, mit einem langen, seitlich abgeflachten Schwanz, der zwei Drittel der Körperlänge einnehmen konnte und als Schwimmorgan diente. Die Gliedmaßen waren klein, aber gut entwickelt. Einige frühe Formen hatten fünf Zehen, spätere nur noch vier.
Die Nectridea werden über die Charakteristika ihrer Wirbel definiert. Die Zahl der Rumpfwirbel ist mit 15 und 26 erhöht. Alle Wirbel waren spulenförmig und holospondyl, d. h., sie hatten nur eine Verknöcherung (Ossifikation) pro Segment. Jeder Wirbel besaß einen Neuralbogen der einen vergrößerten, gerillten und fächerförmigen Neuraldorn hatte. In der Schwanzwirbelsäule standen den Neuralbögen symmetrische Hämalbögen gegenüber und vergrößerten die Fläche des Schwanzes. Dadurch unterscheiden sie sich von allen anderen amphibienartigen Tieren des Paläozoikum. Verstrebungen zusätzlich zu den normalen Zygapophysen beschränkten die Beweglichkeit der Wirbelsäule in dorsal-ventraler Richtung, erlaubten aber seitliche Bewegungen.
Im Schädel hatten sie keine otische Einbuchtung, eine kleine Vertiefung am hinteren Schädel der modernen Amphibien. Ferner ist bei keinem Angehörigen der Nectridea die Columella (ein Knochen des Innenohrs bei Amphibien, Reptilien und Vögeln, der dem Steigbügel der Säugetiere entspricht) beschrieben worden und war wahrscheinlich nicht vorhanden.

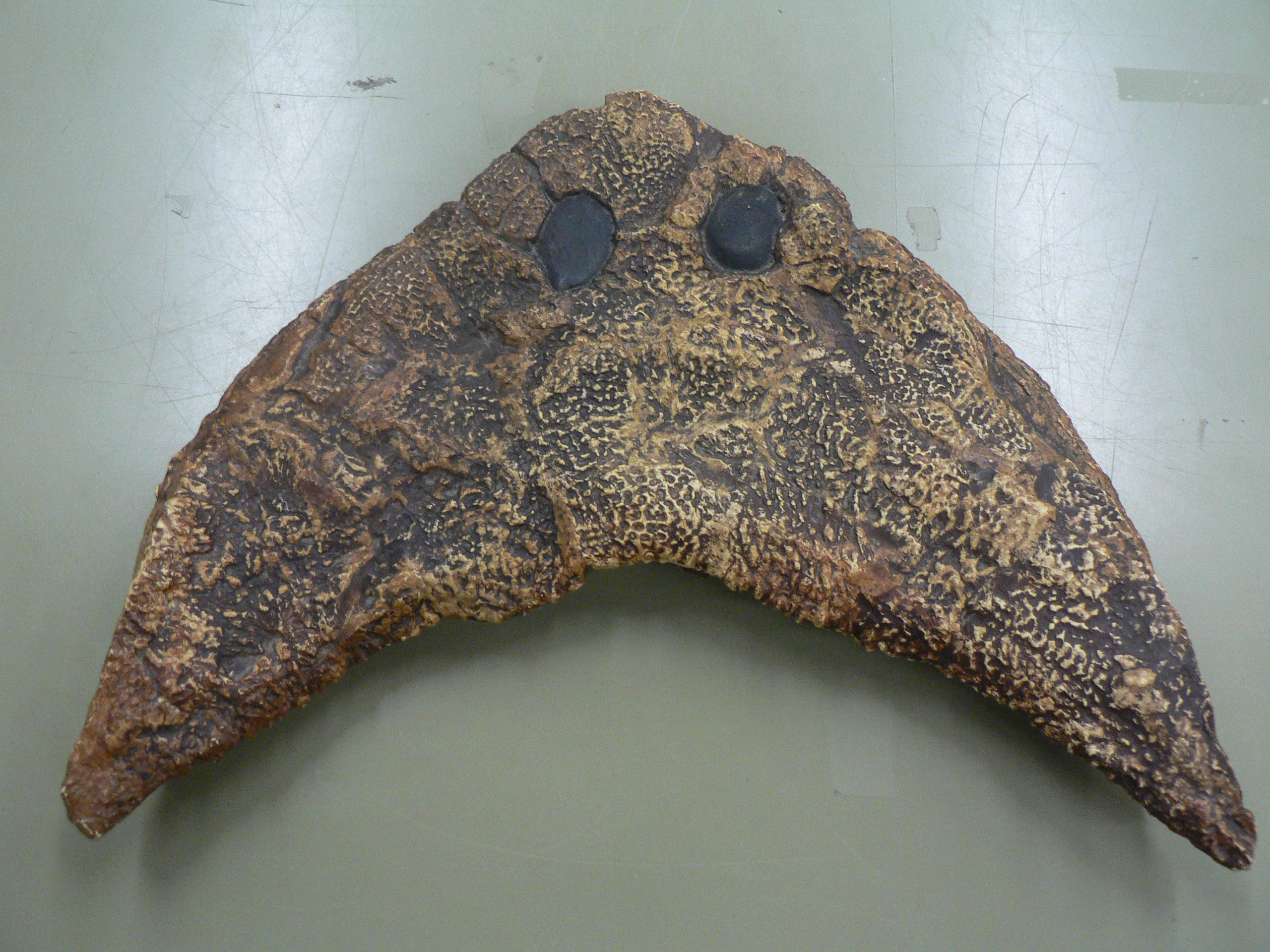
Schädel eines Diplocauliden

Besonders bemerkenswert sind Diplocaulus und Diploceraspis („Diplocaulidea“) aus dem unteren Perm von Nordamerika, deren ausgewachsene Exemplare seitlich am abgeflachten Kopf lange, massive Auswüchse des Schuppenbeins hatten, die dem Kopf die Form eines Bumerangs gaben. Die Auswüchse wurden vom Schuppenbein und der Tabulare (ein weiterer Schädelknochen) gebildet. Sie könnten beim Schwimmen geholfen haben und in strömendem Wasser wie die Tragflächen von Flugzeugen funktioniert haben. Die Diplocauliden hatten kürzere Rümpfe als andere Nectriden, mit maximal 17 Wirbeln vor den Beckenwirbeln, auch der Schwanz war kürzer als der der Urocordylidae.
Der Schädel der Urocordylidea ist lang und pfeilförmig mit hohen Seiten. Ihre schlanken Unterkiefer enthielten lange, konische Zähne, die einen großen Abstand zueinander hatten. Die am besten bekannten Gattungen der Urocordylidea sind Ptyonius und Urocordylus, sie hatten 20 bis 22 Wirbel vor den Beckenwirbeln. Ihr Schwanz war sehr lang und auf zwei Dritteln der Länge gleichbleibend hoch. Im letzten Drittel nahm die Höhe zur Spitze hin ständig ab.
Die Scincosauridea teilen keinerlei spezialisierte Schädelmerkmale mit den anderen Nectriden. Ihre Schädel waren quadratisch, ein für die Nectridae möglicherweise primitives Merkmal. Obwohl ihre Fossilien in Schichten des unteren Cisuralium im mittleren Teil der Existenzdauer der Nectridae gefunden wurden repräsentieren sie wahrscheinlich einen urtümlichen Zweig der Gruppe.

## Lebensweise
Die meisten Formen der Nectridea waren ausschließlich aquatisch und ein bedeutender Bestandteil der Sumpffauna vor 300 Millionen Jahren. Einige Fossilien von Diplocaulus sind im Old Red Sandstone, möglicherweise in einer Flussdelta-Umgebung mit Monsunklima, gefunden worden. Begleitfauna sind karbonische Amphibien, Microsaurier, urtümliche Reptilien und Pelycosaurier. Diploceraspisfossilien wurden in Teich- und Seeablagerungen gefunden. Die kurzen Beine und die kleinen Füße von Scincosaurus zeigen, dass er wahrscheinlich mehr an eine terrestrische Lebensweise angepasst war oder nur zu bestimmten Jahreszeiten aquatisch lebte. Er könnte auf dem von Blättern bedeckten Boden der karbonischen Wälder gelebt haben.
Eine fossil erhaltene Spur aus dem unteren Perm des südlichen New Mexico wird als Spur eines amphibienähnlichen Wesens (eventuell ein Nectride) interpretiert, das sich im seichten Wasser ähnlich wie eine Seitenwinder-Klapperschlange bewegte. Die meisten Nectriden bewegten sich im Wasser durch seitliches, sinusartiges Schlängeln des Schwanzes fort, während der Rumpf weitgehend steif gehalten wurde, eine Art der Fortbewegung, die auch heutige Molche betreiben. Die Beine dienten nur der Unterstützung. Diceratosaurus scheint aber mit Hilfe der Hinterbeine geschwommen zu sein.
Die Nectridea wurden eventuell Opfer der Süßwasserhaie (Xenacanthiformes) und von räuberisch lebenden Quastenflossern (Coelacanthiformes).
Obwohl es keinen Hinweis auf eine amphibienähnliche Metamorphose bei den Nectridea gibt, geht man davon aus, dass ihre Eier ähnlich, ohne Amnion und Schale waren, und ins Wasser oder an feuchte Orte gelegt werden mussten, um sie vor Austrocknung zu schützen. Bei den bumerangköpfigen Arten Diploceraspis und Diplocaulus haben die Jungtiere noch keine nach hinten weisenden „Hörner“. Diese wachsen erst später, aber nicht kontinuierlich, sondern in zwei Wachstumsschüben.

## Ernährung
Die Nectridea fraßen wahrscheinlich vor allem Kaulquappen und kleine Fische. Scincosaurus könnte ein Insektenfresser gewesen sein. Die möglicherweise im Schlamm eines Gewässergrundes lauernden diplocauliden Nectriden konnten ihre bumerangförmigen Köpfe dazu benutzt haben, durch ein plötzliches Heben des Kopfes in schwach strömendem Wasser Auftrieb zu erzeugen, und die vorbeischwimmende Beute schneller zu ergreifen.

## Systematik
Von den Nectridea wurden drei Familien und insgesamt 26 Arten beschrieben. Lediglich Arizonerpeton wellsi kann keiner Familie zugeordnet werden. Eine neue kladistische Studie sieht in den Nectridea in der bisherigen Zusammensetzung eine polyphyletische Gruppe, die nicht alle Nachkommen ihres gemeinsamen Vorfahren enthält. Die Gruppe, die in die Nectridea einbezogen werden muss, sind die Aïstopoda, die wahrscheinlich die Schwestergruppe der Urocordylidae sind.

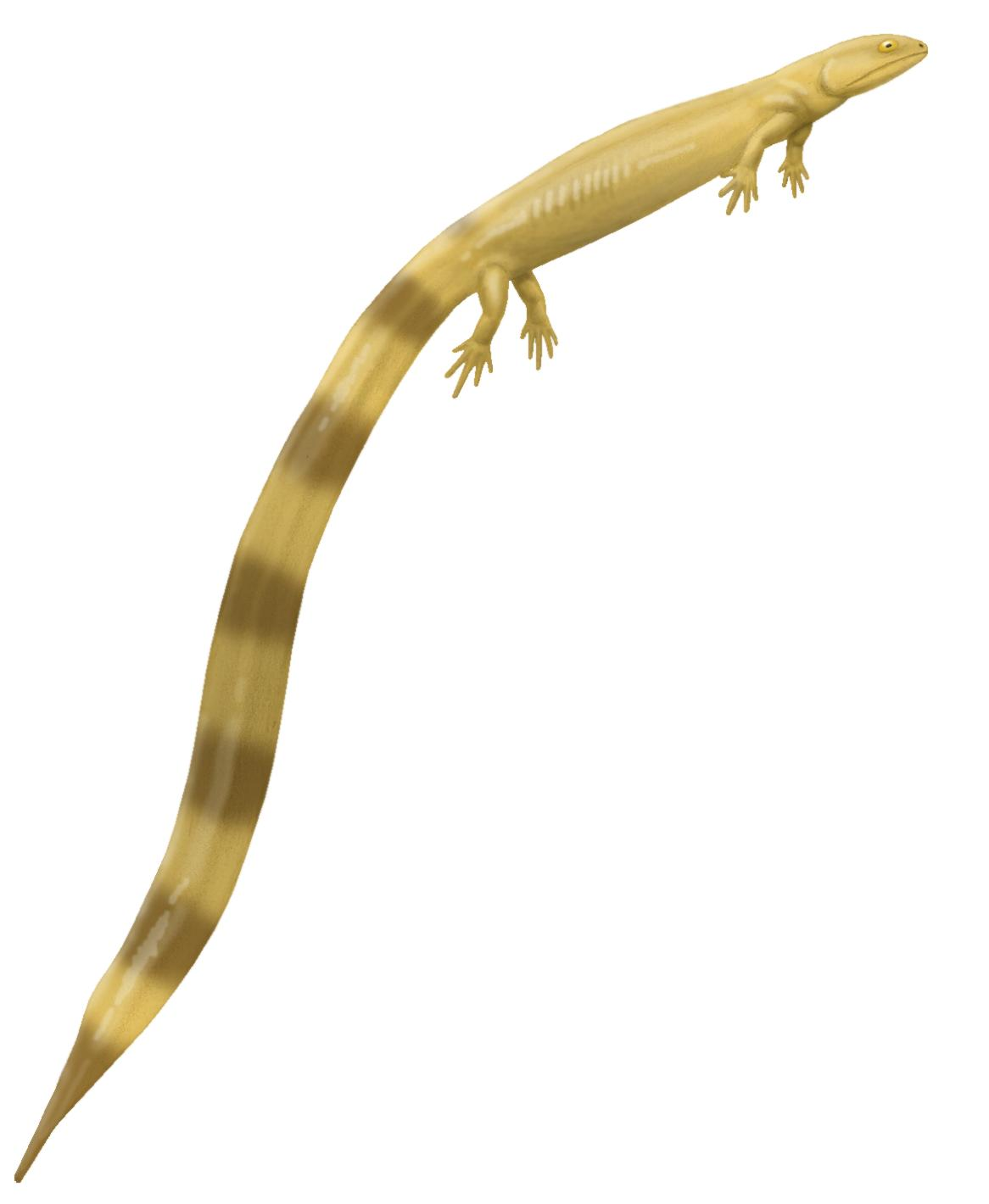
Urocordylus wandesfordii, Lebendrekonstruktion

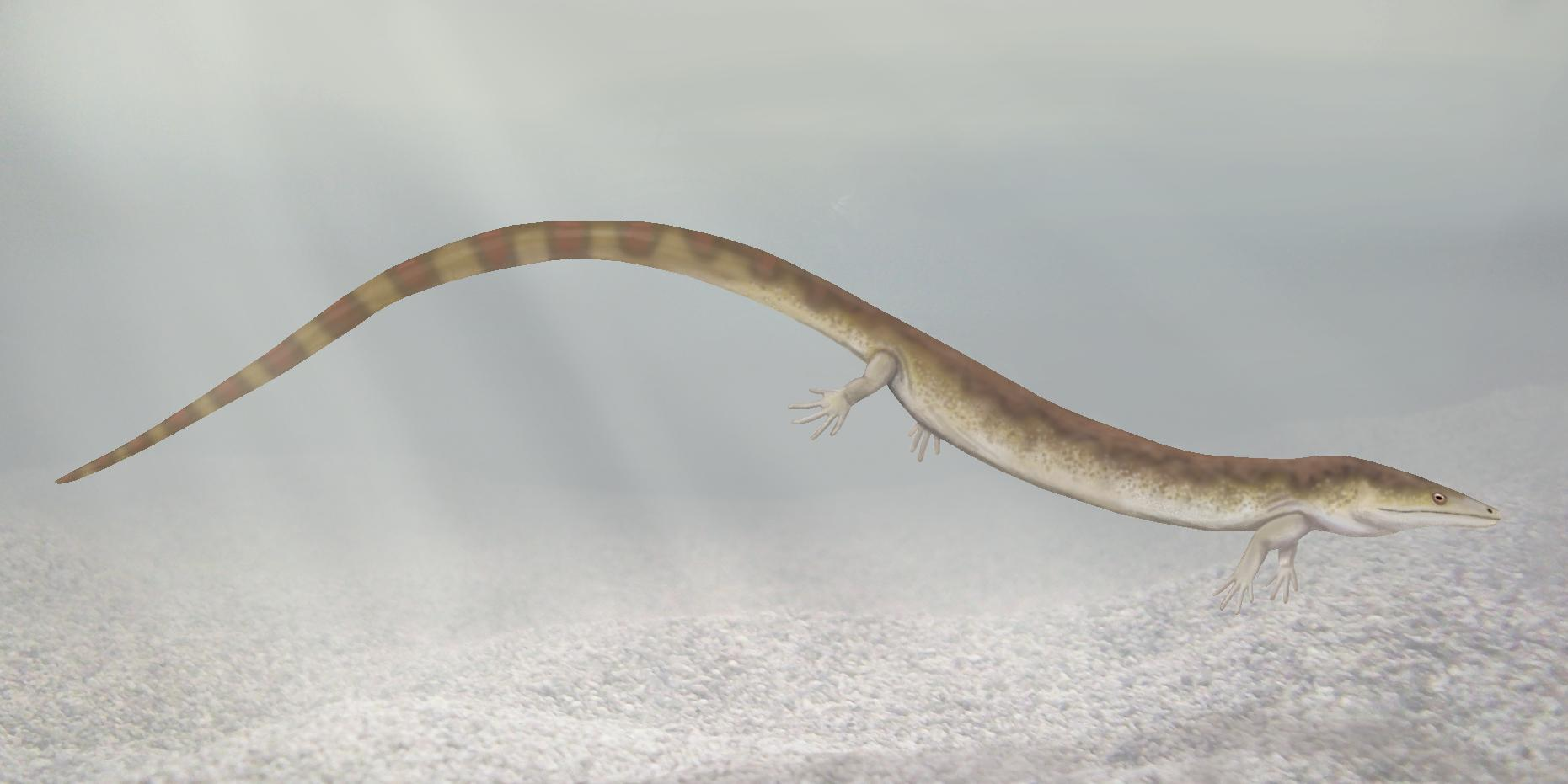
Lebendrekonstruktion von Sauropleura aus dem Pennsylvanium („Oberkarbon“) von Europa und Nordamerika

- Nectridae
  - Arizonerpeton
  - Scincosauridae
    - Sauravus
    - Scincosaurus

  - Keraterpetontidae
    - Batrachiderpeton
    - Keraterpeton
    - Diceratosaurus
    - Diplocaulus
    - Diploceraspis

  - NN
    - Urocordylidae
      - Urocordylinae
        - Urocordylus
        - Ctenerpeton
        - Ptyonius

      - Sauripleurinae
        - Sauropleura
        - Lepterpeton
        - Montcellia
        - Crossotelos

    - Aïstopoda